# Блајбург
Блајбург или Плиберак (словен. Pliberk) је место у Корушкој, Аустрија, на граници са Словенијом. 
Место има 3.918 становника.

## Становништво
| 1971. | 1981. | 1991. | 2001. | 2011. |
| ----- | ----- | ----- | ----- | ----- |
| 4.059 | 4.175 | 4.083 | 3.946 | 3.932 |